# Etapa de Santa Cruz do Sul de 2011 (Fórmula Truck)
A Etapa de Santa Cruz do Sul foi a primeira corrida da temporada 2011 da Fórmula Truck. O vencedor foi o paulista Felipe Giaffone.

## Classificação

### Treino oficial
| Pos | Nº | Piloto            | Equipe        | Tempo     |
| --- | -- | ----------------- | ------------- | --------- |
| 1   | 88 | Beto Monteiro     | Iveco         | 1:48.764  |
| 2   | 4  | Felipe Giaffone   | Volkswagen    | 1:49.256  |
| 3   | 2  | Valmir Benavides  | Volkswagen    | 1:49.806  |
| 4   | 9  | Renato Martins    | Volkswagen    | 1:50.261  |
| 5   | 7  | Debora Rodrigues  | Volkswagen    | 1:52.296  |
| 6   | 70 | Danilo Dirani     | Ford          | 1:55.668  |
| 7   | 73 | Leandro Totti     | Mercedes-Benz | Sem tempo |
| 8   | 12 | José Maria Reis   | Scania        | Sem tempo |
| 9   | 3  | Geraldo Piquet    | Mercedes-Benz | 2:05.604  |
| 10  | 50 | Fred Marinelli    | Iveco         | 2:05.943  |
| 11  | 83 | Regis Boessio     | Mercedes-Benz | 2:07.360  |
| 12  | 23 | Adalberto Jardim  | Volkswagen    | 2:07.545  |
| 13  | 14 | João Maistro      | Volvo         | 2:07.842  |
| 14  | 77 | André Marques     | Volvo         | 2:11.015  |
| 15  | 99 | Luiz Lopes        | Scania        | 2:12.519  |
| 16  | 32 | Luiz Pucci        | Volvo         | 2:12.957  |
| 17  | 6  | Wellington Cirino | Mercedes-Benz | 2:26.534  |
| 18  | 7  | Pedro Muffato     | Scania        | sem tempo |
| 19  | 55 | Paulo Salustiano  | Iveco         | sem tempo |
| 20  | 1  | Roberval Andrade  | Scania        | Sem tempo |
| 21  | 45 | Leandro Reis      | Scania        | Sem tempo |
| 22  | 11 | Cristina Rosito   | Ford          | Sem tempo |
| 23  | 11 | Diumar Bueno      | Volvo         | Sem tempo |

### Corrida
| Pos | Nº | Piloto            | Equipe        | Voltas | Tempo/Aband. | Grid | Pontos¹ |
| --- | -- | ----------------- | ------------- | ------ | ------------ | ---- | ------- |
| 1   | 4  | Felipe Giaffone   | Volkswagen    | 29     | 1:01:15.597  | 2    | 4 + 25  |
| 2   | 70 | Danilo Dirani     | Ford          | 29     | +3.274       | 6    | 1 + 20  |
| 3   | 9  | Renato Martins    | Volkswagen    | 29     | +13.081      | 4    | 2+ 17   |
| 4   | 1  | Roberval Andrade  | Scania        | 29     | +14.426      | 20   | 14      |
| 5   | 2  | Valmir Benavides  | Volkswagen    | 29     | +15.164      | 3    | 3 + 12  |
| 6   | 88 | Beto Monteiro     | Iveco         | 29     | +15.702      | 1    | 5+ 10   |
| 7   | 55 | Paulo Salustiano  | Iveco         | 29     | +20.699      | 19   | 8       |
| 8   | 7  | Debora Rodrigues  | Volkswagen    | 29     | +21.984      | 5    | 7       |
| 9   | 83 | Regis Boessio     | Mercedes-Benz | 29     | +22.210      | 11   | 6       |
| 10  | 77 | Andre Marques     | Volvo         | 29     | +32.118      | 14   | 5       |
| 11  | 73 | Leandro Totti     | Mercedes-Benz | 29     | +45.170      | 7    | 4       |
| 12  | 23 | Adalberto Jardim  | Ford          | 29     | +45.613      | 12   | 3       |
| 13  | 71 | Cristina Rosito   | Ford          | 29     | +59.837      | 22   | 2       |
| 14  | 12 | José Maria Reis   | Scania        | 29     | +1:04.937    | 8    | 1       |
| 15  | 32 | Luiz Pucci        | Volvo         | 29     | +1:06.545    | 16   |         |
| 16  | 14 | João Maistro      | Volvo         | 18     | + 4 voltas   | 13   |         |
| Ret | 50 | Fred Marinelli    | Iveco         | 21     | motor        | 10   |         |
| Ret | 6  | Wellington Cirino | Mercedes-Benz | 19     | turbina      | 17   |         |
| Ret | 3  | Geraldo Piquet    | Mercedes-Benz | 11     | motor        | 9    |         |
| Ret | 45 | Leandro Reis      | Scania        | 6      | acidente     | 21   |         |
| Ret | 20 | Pedro Muffato     | Scania        | 6      | motor        | 18   |         |
| Ret | 99 | Luiz Lopes        | Scania        | 2      | acidente     | 15   |         |
| DNS | 11 | Diumar Bueno      | Volvo         | 0      | não largou   | 23   |         |

- Nota 1:  De acordo com o regulamento da temporada, são distribuídos pontos para os cinco primeiros que cruzarem a linha de chegada na 12º volta e para os 14 que cruzarem na última volta.